# بیگ‌پارک
بیگ‌پارک (انگلیسی: BigPark) شرکت بازی ویدئویی کانادایی است، که در سال ۲۰۰۷ تأسیس شد.